# Calderona de Míner
Calderona de Míner es un cultivar de higuera de tipo higo común Ficus carica, unífera de higos de epidermis con color de fondo negro azulado con sobre color el mismo matiz de negro. Se cultiva en la colección de higueras de Montserrat Pons i Boscana en Llucmajor, Islas Baleares.

## Sinonimia
- „sin sinonimia“,[4][6][7]

## Historia
Actualmente la cultiva en su colección de higueras baleares Montserrat Pons i Boscana, rescatada de un ejemplar o higuera madre localizada en el término de Míner de donde es originaria, en una finca propiedad de José Sacarés y Mulet árbol adulto vigoroso asociado a cultivo con cereales.
La variedad 'Calderona de Míner' tiene una descriptiva parecida a la variedad 'Calderona', pero con algunos descriptores distintos que hacen la diferencia y se pueden considerar como una subvariedad diferenciada su forma de peonza bastante ovoide y la otra piriforme, la piel es más delgada, la maduración es más tardía y el periodo de cosecha mucho más corto y las hojas tienen un alto porcentaje de pentalobadas que no aparecen en la variedad 'Calderona'.

## Características
La higuera 'Calderona de Míner' es una variedad unífera de tipo higo común. Árbol de desarrollo mediano, vigorosidad entre media y alta, con copa redondeada y de ramaje bastante espeso. Sus hojas son de 5 lóbulos (45%), de 3 lóbulos  (<45%)y de 1 lóbulo (10%). Sus hojas con dientes presentes y ondulados. 'Calderona de Míner' tiene desprendimiento mediano de higos, y un rendimiento productivo mediano y periodo de cosecha medio por cada árbol. La yema apical cónica de color rojizo.
Los frutos 'Calderona de Míner' son higos de un tamaño de longitud x anchura:48 x 43 mm, con forma de peonza bastante ovoidal, que presentan unos frutos grandes de unos 42,280 gramos en promedio, de epidermis con consistencia mediana, grosor de la piel delgado media áspera, con color de fondo negro azulado con sobre color el mismo matiz de negro. Ostiolo de 3 a 5 mm con escamas grandes rojas. Pedúnculo de 5 a 13 mm cónico asimétrico rojizo. Grietas longitudinales gruesas. Costillas pocas marcadas. Con un ºBrix (grado de azúcar) de 27 dulce jugoso, con color de la pulpa rojo oscuro. Con cavidad interna mediana. Son de un inicio de maduración sobre el 27 de agosto al 26 de septiembre. De rendimiento por árbol mediano.
Se usa como higos frescos para alimentación humana y en confituras. Son de mediana resistencia a las lluvias y rocíos, y poco resistente al transporte. Mediana apertura del ostiolo, y mediana resistencia al desprendimiento. Son muy parecidas a 'Calderona', pero tienen una maduración más tardía y una gran cantidad de hojas de 5 lóbulos.

## Cultivo
'Calderona de Míner', se utiliza higos frescos para alimentación humana y en confituras.  Se está tratando de recuperar de ejemplares cultivados en la colección de higueras baleares de Montserrat Pons i Boscana en Llucmajor.